# Oskar Buchholz (Radsportler)
Oskar Buchholz (* 26. Oktober 1940) ist ein ehemaliger deutscher Radballspieler und Weltmeister im Radsport.

## Sportliche Laufbahn
Gemeinsam mit seinem älteren Bruder Karl Buchholz wurde er fünf Mal Weltmeister im Radball (1959 sowie von 1961 bis 1964). Sechsmal gewannen sie die Deutsche Meisterschaft in dieser Disziplin. Dazu kamen Siege bei den Süddeutschen Meisterschaften in internationalen Radballturnieren. Die Brüder starteten für den Verein RSV Blitz Lauterbach. 1965 traten sie nach einem Streit mit dem Bund Deutscher Radfahrer, der ihnen nach ihrer Meinung die nötige Anerkennung verweigerte, aus der Nationalmannschaft zurück.
Mit seinem Bruder wurde Oskar Buchholz mit dem Silbernen Lorbeerblatt und 1965 mit dem Goldenen Band der Sportpresse ausgezeichnet.